# Heather Parisi
Heather Elizabeth Parisi (Los Angeles, 27 gennaio 1960) è una cantante, ballerina, conduttrice televisiva, showgirl e attrice statunitense naturalizzata italiana, uno dei volti simbolo della televisione italiana dalla fine degli anni settanta fino alla metà degli anni novanta.

## Biografia
Nacque il 27 gennaio 1960 al Presbyterian Hospital di Hollywood, figlia di Anita Parisi (il cui padre Frank Parisi era originario di Terravecchia, in provincia di Cosenza) e Norman Werby. I genitori si separarono quando la showgirl aveva poco più di un anno e non vedrà più il padre fino all'età di 28 anni. I due riallacceranno i rapporti solo quando lei, divenuta celebre, lo inviterà in Italia per un ricongiungimento. Nonostante gli ostacoli, trascorse un'infanzia serena a Sacramento, California, in compagnia di Tiffany, la sorellastra minore, nata dalla seconda unione della madre.
A 13 anni si trasferì da sola a San Francisco, mentre a 15 andò a New York per studiare con l'American Ballet. Nel 1978, a 18 anni, dopo aver vinto due borse di studio alla San Francisco Ballet e American Ballet di Michail Baryšnikov, mentre si trovava in vacanza in Italia, prima in Sardegna e poi a Roma, fu notata dal coreografo Franco Miseria che, ritenendola interessante, la presentò a Pippo Baudo. Il provino pare non fu molto convenzionale, per ricordo dello stesso Baudo: Heather Parisi improvvisò un ballo sulla scrivania di un dirigente della Rai.

### Anni settanta
La sua prima apparizione televisiva avvenne nel 1979 nella trasmissione Apriti Sabato, condotta da Marco Zavattini, in cui ballò sulle note di un brano dei The Alan Parsons Project. Viene considerato però il suo debutto vero e proprio l'aver partecipato al varietà Luna Park condotto da Baudo con Tina Turner, sempre nel 1979, in cui ballò la sigla d'apertura Anche noi, brano disco-music cantato dai New Trolls, ed eseguì in ogni puntata un balletto. Dopo Luna Park iniziò ad apparire sulle copertine delle principali riviste e come ospite in diverse trasmissioni televisive tra cui Domenica in, presentata da Corrado. Durante questa apparizione, cantò e ballò in anteprima sulle note di Blackout, che diverrà poi il lato B del suo primo singolo, Disco bambina.

Loretta Goggi, Beppe Grillo ed Heather Parisi nella prima edizione del programma TV Fantastico (1979)

La consacrazione a star televisiva avvenne nell'autunno 1979 con la prima edizione di Fantastico, condotta da Loretta Goggi e Beppe Grillo con la regia di Enzo Trapani: il programma aveva una media di 26 milioni di telespettatori (fu una delle edizioni più viste in assoluto di tutte quelle dello storico varietà del sabato sera) per la quale eseguiva in ogni puntata un balletto e interpretava la sigla d'apertura Disco bambina: la canzone si piazzò alla 1ª posizione della classifica dei 45 giri più venduti dove restò varie settimane, vendendo quasi un milione di copie, aggiudicandosi così la posizione n.11 dei singoli più venduti del 1979-1980.

### Il successo negli anni ottanta
Forte del successo ottenuto a Fantastico, nell'estate del 1980 girò la penisola con la sua prima tournée Io... Io... Io... e Voi, ma sarà la TV il suo palcoscenico principale che la vedrà protagonista per tutti gli anni ottanta: nei primi mesi del 1981 partecipò al varietà Stasera niente di nuovo con Sandra Mondaini e Raimondo Vianello. Cantava la sigla d'apertura del programma intitolata Ti rockerò (altro successo in hit-parade), eseguiva un balletto a puntata e vari sketch con Sandra e Raimondo, e ballò, insieme alla Mondaini, l'avan-sigla finale Occhi rosa per te. In questo periodo Playboy le dedicò copertina e servizio fotografico, mentre il settimanale Topolino le affidò per qualche tempo una rubrica di corrispondenza con i piccoli lettori.
L'autunno successivo fu il momento della consacrazione definitiva in termini di popolarità e successo. Fu infatti una dei protagonisti della seconda edizione di Fantastico accanto a Claudio Cecchetto, Walter Chiari, Oriella Dorella, Romina Power, Memo Remigi e Gigi Sabani. La sigla d'apertura del programma, Cicale, divenne un altro evergreen della showgirl, il 45 giri si piazzò al numero 1 della classifica dei singoli più venduti (e risulterà essere il 13º singolo più venduto del 1981-1982) e si aggiudicò il disco d'oro per le vendite.
Nel 1983 fu la volta di Al Paradise, condotto da Milva e Oreste Lionello e premiato come miglior trasmissione televisiva europea dell'anno al festival di Montreux in Svizzera. Memorabile, in una puntata di questo show, il duetto del can-can eseguito assieme a Carla Fracci; anche per questo programma cantò la sigla d'apertura intitolata Radiostelle, che però non ottenne lo stesso successo delle sue canzoni precedenti.

Heather Parisi e Gigi Proietti in Fantastico 4 (1983)

Negli autunni del 1983 e 1984 fu ancora la vedette della quarta e quinta edizione di Fantastico rispettivamente assieme a Gigi Proietti e Teresa De Sio nella quarta e a Pippo Baudo ed Eleonora Brigliadori nella quinta cantando in entrambi i casi le sigle d'apertura: Ceralacca e Crilù (quest'ultima divenne un altro grande successo discografico ed è anche la preferita dalla stessa showgirl tra le varie da lei interpretate). Nel 1986 debuttò al cinema nel film Grandi magazzini diretto da Castellano e Pipolo, prodotto da Vittorio Cecchi Gori con, tra gli altri, Nino Manfredi, Renato Pozzetto, Michele Placido, Ornella Muti, Massimo Boldi, Paolo Villaggio, Christian De Sica e Lino Banfi. Sempre in quegli anni il festival della danza di Nervi le dedicò un'intera serata trasmessa da Rai 1 e diretta da Vittoria Ottolenghi con il titolo Va di scena la TV.
Nell'autunno 1985 non partecipò più a Fantastico, dove fu sostituita da Lorella Cuccarini (che in passato aveva fatto parte della compagnia di ballo che la accompagnava nelle sue tournée), la quale sarà da qui in avanti indicata come sua rivale artistica; fu comunque protagonista nella primavera successiva dello show del venerdì sera Serata d'onore, condotto da Pippo Baudo, dove interpretava la sigla iniziale Teleblù e dove eseguì vari balletti in duetto con Andrè De La Roche.
Nei primi mesi del 1987 fu la guest star nel programma Pronto Topolino? (versione serale di Pronto, chi gioca? condotto da Enrica Bonaccorti su Rai 1) dove eseguì balletti fiabeschi e molto interpretativi. Nell'autunno 1987 tornò a Fantastico, condotto in quell'anno da Adriano Celentano; le due sigle su cui ballava, L'ultimo gigante ed È ancora sabato, vennero interpretate dallo stesso Celentano: l'edizione s'impose come una tra le più indimenticabili del programma, grazie agli stravolgimenti apportati da Celentano e dalla partecipazione di personaggi come Marisa Laurito, Massimo Boldi e Maurizio Micheli.

Heather Parisi e Lorella Cuccarini nel 1986 a Serata d'onore

La trasmissione in quella stagione aveva al martedì sera un'appendice intitolata Fantasticotto, in cui cantò sia la sigla d'apertura Dolceamaro, che quella di chiusura, All'ultimo respiro. Venne incisa una versione in spagnolo di quest'ultima, Sin darme ni un respiro, che scalò le classifiche del mercato iberico. Nella prima parte del 1989 fu al fianco di Lino Banfi in Stasera Lino: fu l'ultimo programma in cui venne diretta nelle coreografie da Franco Miseria e dimostrò di essere un'attrice brillante grazie alle gag in coppia con l'attore pugliese. Per la trasmissione incise anche la sigla Faccia a faccia, e pubblicò un album di successi dal titolo omonimo.
A maggio dello stesso anno condusse, in coppia con Mike Bongiorno, la serata di gala della consegna dei Telegatti, su Canale 5: era la prima volta che la conduzione veniva affidata a un personaggio esterno alla Fininvest. Si susseguirono altre presentazioni, in coppia: con Lello Bersani per Le Grolle d'oro, con Fabrizio Frizzi e Giancarlo Magalli per Saint Vincent Estate '89. Firmato il contratto con Canale 5, il venerdì in prima serata condusse, insieme a Johnny Dorelli, Finalmente venerdì; per il varietà incise la sigla Livido, in cui si mostrò in un'inedita immagine sexy rischiando tagli e censure. Seguì poi la trasmissione Un autunno tutto d'oro, condotta assieme a Gerry Scotti sempre su Canale 5.

### Anni novanta
Nella primavera del 1990 condusse da Venezia, in coppia con Francesco Salvi, la gara musicale Azzurro, in onda su Italia 1. In autunno fu la volta di Buon compleanno Canale 5, trasmissione che celebrava il decennale della nascita dell'emittente. Ogni puntata la vedeva affiancata a uno dei volti storici della TV: Corrado, Mike Bongiorno, Raimondo Vianello, Maurizio Costanzo, Gerry Scotti e Marco Columbro. Nel 1991 pubblicò un nuovo album, intitolato HP, le cui tracce sono principalmente dance, e tutte in lingua inglese: memorabile Broken English, cover della canzone di Marianne Faithfull.
Dopo essere tornata in Rai, condusse al fianco di Giancarlo Magalli il programma pomeridiano del sabato e della domenica di Rai 2 Ciao Weekend, per cui incise la sigla d'apertura, Pinocchio, scritta da Pino Daniele, e quella di chiusura, Finché musica ci legherà. Con un look curato da Valentino, si esibì su canzoni degli anni trenta e quaranta in coppia con Renato Carosone. In concomitanza con la trasmissione uscì l'album Io, Pinocchio contenente canzoni scritte da Pino Daniele e Mino Vergnaghi.
Il 1992 la vide impegnata a condurre su Telecinco, il canale spagnolo della Fininvest, il game-show Vip 93 (versione spagnola de Il gioco dei 9); la sigla del programma era una versione spagnola di Crilù, accompagnata da un video che mostrava una Parisi sensuale, come già in Livido, in cui riprese il sodalizio con Franco Miseria.
L'anno seguente tornò in Italia per condurre insieme a Giorgio Mastrota il varietà Bellezze al bagno, programma estivo di Rete 4 diretto da Gino Landi. Per la trasmissione, incise la sigla Magicalibù, composta da Zucchero Fornaciari. Il 16 ottobre di quell'anno sposò l'imprenditore bolognese Giorgio Manenti, a cui il 20 luglio 1994 diede la prima figlia, Rebecca Jewel, i cui padrini di battesimo furono Pippo Baudo e Katia Ricciarelli.
Sempre al fianco di Baudo, tornò in TV come soubrette di Una sera al Luna Park, versione serale dell'omonimo quiz preserale in onda su Rai 1 nel 1995, che vide alternarsi, tra i vari presentatori, Mara Venier, Paolo Bonolis, Milly Carlucci e Rosanna Lambertucci; la sigla, da lei cantata, era Due.
Nel 1995, dopo la conduzione di due serate speciali (La festa della mamma e La festa dei nonni presentati assieme a Gianfranco D'Angelo), nel dicembre fu chiamata a condurre Arriba!!! Arriba!!!, un varietà per bambini trasmesso in prima serata su Rai 2, per la quale incise l'omonima sigla. La trasmissione dopo nove puntate (ne erano previste venti) venne interrotta a causa della morte improvvisa del regista del varietà. Arriba!!! Arriba!!! si rivelerà l'ultimo impegno televisivo di rilievo: da qui in avanti Heather non riuscirà più a ottenere ruoli di primo piano, apparendo solo come ospite di vari programmi TV. Fu inoltre presente nella versione portoghese di Luna Park trasmessa da SIC.
Per i successivi due anni, la showgirl si diede al teatro, prima nel musical a scopo benefico Donne di piacere con Corinne Cléry, Anna Kanakis, Carmen Russo e Franco Oppini, poi nello spettacolo Letto a tre piazze, record d'incassi della stagione, in coppia con Zuzzurro e Gaspare.
Nel 1998 venne scelta dal regista Michael Hoffman per interpretare un piccolo ruolo nel film Sogno di una notte di mezza estate. Nel cast figuravano anche Kevin Kline, Michelle Pfeiffer, Calista Flockhart, Rupert Everett e Sophie Marceau. Nel 1999 ottenne un altro lavoro nel musical Colpi di fulmine, pièce teatrale che girò trenta città d'Italia, diretta da Daniele Sala e coreografata da Francesco Freyrie.

### Anni duemila
Il 10 marzo 2000, dalla relazione con l'ortopedico Giovanni Di Giacomo, diede alla luce la sua seconda figlia, Jacqueline Luna. Nel 2001 fu ospite di numerosi programmi, tra cui C'è posta per te, Novecento, Domenica in, Miss Italia, Porta a porta, La vita in diretta, Cocktail d'amore, Maurizio Costanzo Show, Saranno Famosi, Carramba che sorpresa. Nel 2002 reincise il suo primo successo Disco bambina e dal 19 al 23 novembre condusse lo Zecchino d'Oro. Alla vigilia di Natale condusse La canzone del cuore e la mattina di Natale presentò Natale con Topo Gigio: la conduzione degli stessi programmi le verrà affidata anche per l'anno successivo.
Dal 5 ottobre 2003 fece parte del cast dell'edizione 2003-2004 di Domenica in condotta da Paolo Bonolis, in cui ballava le coreografie di Marco Garofalo. Comparve inoltre come guest star nel ruolo di sé stessa in due puntate della soap opera Un posto al sole. Il 2004 vide l'uscita del CD antologico Heather Parisi, le più belle canzoni contenente le sigle di maggior successo, la partecipazione come giurata al concorso di Miss Italia e come ospite sia alla quarta edizione del reality show Grande Fratello e protagonista a una puntata dello show Ma il cielo è sempre più blu, condotto da Giorgio Panariello il sabato sera.
Dal 2005 in poi la ritroviamo prima nelle vesti di ospite a Domenica in, Verissimo, Le Iene e Grande Fratello, poi come giurata per la prima e la seconda edizione di Ballando con le stelle e inviata speciale per il venerdì sera di Affari tuoi - Speciale. Infine, per esplicito volere di Vittoria Ottolenghi, si esibì al Todi Arte Festival danzando su musiche degli Avion Travel e riscuotendo notevole successo personale.
A fine 2008, presso lo spazio Lancia, in seno alla 65ª Mostra internazionale d'arte cinematografica di Venezia, comunicò la sua svolta artistica e annunciò a giornalisti e reporter di volersi cimentare con la regia cinematografica: coinvolse il compagno Umberto Maria Anzolin nella produzione del film Blind Maze - Ragazzi con la pelle sottile, un film sul disagio giovanile ambientato a Vicenza che la vide impegnata nelle vesti di regista, sceneggiatrice e produttrice e le cui riprese furono effettuate nei primi mesi del 2009.

### Anni duemiladieci
Nel 2010, a cinquant'anni, è diventata madre di due gemelli, Elizabeth Jaden Anzolin e Dylan Maria Anzolin, avuti dall'imprenditore Umberto Maria Anzolin. Dal gennaio 2011 vive a Hong Kong con la famiglia. La stampa ha riportato notizie del trasferimento per problemi finanziari dell'azienda di Anzolin, lei ha smentito tali voci sul suo blog.
Il 2 e 3 dicembre del 2016 è tornata con una trasmissione in prima serata su Rai 1 dal titolo Nemicamatissima, condotta con Lorella Cuccarini. Il 7 aprile 2018 è entrata a far parte del cast di Amici di Maria De Filippi, talent show in onda su Canale 5 e condotto da Maria De Filippi, come componente della giuria durante la fase serale.

## Vita privata
Heather Parisi è atea.
Dopo essersi sposata con Giorgio Manenti, nel 1994 è nata la sua prima figlia, Rebecca Jewel. I due divorziarono nel 1999. Nel 2000, è diventata madre di un'altra figlia, Jacqueline Luna, frutto della relazione con l'ortopedico Giovanni Di Giacomo. Col suo terzo marito, l'imprenditore Umberto Maria Anzolin, nel 2010 ha avuto due gemelli, Elizabeth Jaden e Dylan Maria. Dal 2011 vive a Hong Kong.
Intervistata a Verissimo da Silvia Toffanin nell'ottobre 2019, ha dichiarato che da giovane, in particolare durante la lavorazione al programma Fantastico 4, ha sofferto di bulimia.
Durante la pandemia di COVID-19, Heather Parisi ha scelto di non vaccinarsi e nel 2022 ha pubblicato un video su Twitter dedicato ai presunti effetti collaterali negativi dell'immunizzazione dei vaccini. Successivamente ha dichiarato di opporsi anche all'obbligo vaccinale di qualunque tipo nei confronti dei bambini.
Il 14 marzo 2023 nella puntata del programma di Rai 2 Belve, intervistata dalla giornalista Francesca Fagnani, ha dichiarato di aver subito violenze domestiche, per oltre 7 anni, da parte di un uomo di cui non ha mai rivelato l'identità e che non ha mai denunciato.

## Discografia

### Album
- 1981 – Cicale & Company (CGD, CGD 20276)
- 1983 – Ginnastica fantastica (Polydor, 815 721 1)
- 1983 – Il fantastico mondo di Heather Parisi (ristampa di Cicale & Company con l'aggiunta di tre sigle)
- 1991 – HP (Mercury, 846 417-1)
- 1991 – Io, Pinocchio (Mercury, 510 738-2)
- 2017 – Blind Maze - Ragazzi con la pelle sottile ( RedSofa Records, REDS001CD)

## Filmografia

### Attrice
- Grandi magazzini, regia di Castellano e Pipolo (1986)
- Sogno di una notte di mezza estate (A Midsummer Night's Dream), regia di Michael Hoffman (1999)

### Regista
- Blind Maze - Ragazzi con la pelle sottile (2009)

## Teatro
- Donne di piacere, regia di Barbara Alberti (1996)
- Letto a tre piazze, regia di Marco Mattolini (1996)
- Colpi di fulmine, regia di Daniele Sala (1999)

## Programmi TV
- Apriti Sabato (Rete 1, 1979)
- Luna Park (Rete 1, 1979)
- Fantastico (Rete 1, 1979-1980, 1981-1982; Rai 1, 1983-1985, 1987-1988) 
  -  Fantastico - Speciale Lotteria Italia (Rete 1, 1980, 1981-1982; Rai 1, 1984-1985, 1988) 
  -  Fantasticotto (Rai 1, 1987)
- Stasera niente di nuovo (Rete 1, 1981)
- Al Paradise (Rai 1, 1983)
- Serata d'onore (Rai 1, 1986)
- Pronto Topolino? (Rai 1, 1987)
- Stasera Lino (Rai 1, 1989)
- Gran Premio Internazionale dello Spettacolo (Canale 5, 1989)
- Saint Vincent Estate '89 (Rai 1, 1989)
- Le Grolle d'oro (Rai 2, 1989)
- Finalmente venerdì (Canale 5, 1989-1990)
- Azzurro (Italia 1, 1990)
- Un autunno tutto d'oro (Canale 5, 1990)
- Buon compleanno Canale 5 (Canale 5, 1990-1991)
- Stasera mi butto (Rai 2, 1991)
- Ciao Weekend (Rai 2, 1991-1992)
- Vip 92 (Telecinco, 1992)
- Vip 93 (Telecinco, 1993)
- Bellezze al bagno (Rete 4, 1993)
- Una sera al Luna Park (Rai 1, 1995)
- La festa della mamma (Rai 1, 1995, 2003-2004)
- La festa dei nonni (Rai 1, 1995)
- Festival di Castrocaro (Rai 1, 1995)
- Arriba!!! Arriba!!! (Rai 2, 1995-1996)
- Zecchino d'Oro (Rai 1, 2002-2003)
- La canzone del cuore (Rai 1, 2002-2003)
- Natale con Topo Gigio (Rai 1, 2002-2003)
- Domenica in (Rai 1, 2003-2004) Ospite fissa
- Miss Italia (Rai 1, 2004) Giurata
- Ballando con le stelle (Rai 1, 2005-2006) Giurata
- Affari tuoi - Speciale (Rai 1, 2005) Inviata
- Nemicamatissima (Rai 1, 2016)
- Amici di Maria De Filippi (Canale 5, 2018) Giurata

## Pubblicità
- Macedonia, Budì, Gelì Parmalat (1979-1981)
- Mandorlato e Bambù Balocco (1982-1984)
- Duna Fiat
- Y10 Lancia (1989-1990)
- Piumone Bassetti (1992)
- Lelli Kelly (1997)
- Danito Danone (1997)